# Sabrina Bryan
Sabrina Bryan  (født 16. september 1984 i Yorba Linda, Californien) er en amerikansk sanger og danser. 
Hun har desuden været med i nogle film, og den hun blev mest populær på var nok The Cheetah Girl. 1'eren kom i 2003 og 2'en i 2006 i the Cheetah Girls spiller Sabrina Bryan Dorinda, som er 1 af de 4 piger, som skal til en konkurrence.